# Mödlareuth
Mödlareuth, aussi appelé « Klein-Berlin » (« Le petit Berlin »), est un village frontière entre la Thuringe et la Bavière en Allemagne. Située à mi-chemin entre Berlin et Munich, Mödlareuth est une localité qui a été coupée en deux par la frontière interallemande renforcée avec un mur en béton tout comme le mur de Berlin.
Le village est traversé par le ruisseau qui se nomme le Tannbach, qui depuis longtemps constituait la frontière administrative entre les différentes entités religieuses et politiques en Thuringe et en Bavière.

## Histoire
Les origines de la partition remontent à un contentieux vieux de plusieurs siècles entre les évêchés vosins de Bamberg (en Franconie) et de Naumbourg-Zeitz (en Thuringe), puis entre la principauté de Bayreuth et le comté de Reuss-Schleiz. À partir de 1791, la moitié franconienne du village appartenait à la Prusse : elle est occupée par l’armée française (voir les guerres napoléoniennes) pendant la Quatrième Coalition en 1806 et, à l'été 1810, elle fut donnée au nouveau royaume de Bavière, allié de Napoléon. Mais les princes de Reuss branche cadette la revendiquent pour eux, et lors de la résolution de ce différend, des bornes frontières furent mises en place, dont certaines sont toujours là. On peut y voir d’un côté les initiales KB (Königreich Bayern, royaume de Bavière) et de l’autre FR (Fürstentum Reuß, principauté de Reuss). 
Après la Première Guerre mondiale, le village dépendait pour moitié de l'État libre de Bavière et de l'État populaire de Reuss puis le Land de Thuringe. En outre, la frontière n'avait pas une grande importance. L’école et l’auberge étaient sur le territoire thuringien ; pour les offices religieux tout le monde se rendait du côté bavarois, dépendant du village voisin de Töpen. 

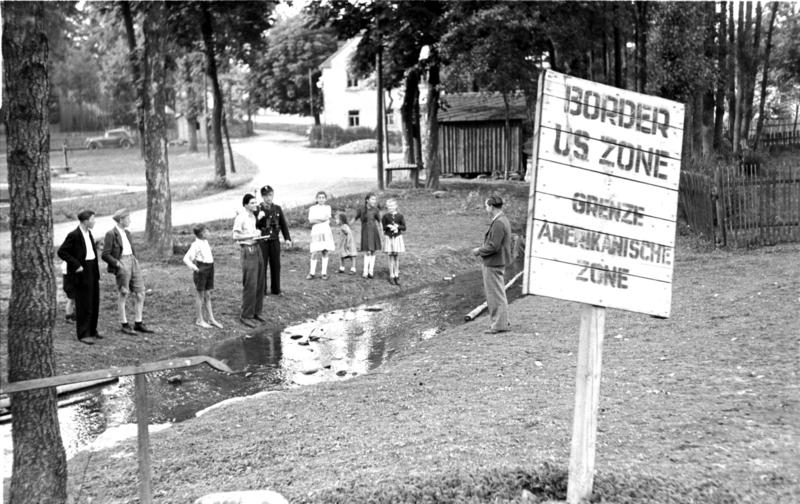
Le ruisseau Tannbach à Mödlareuth, frontière entre la zone d'occupation américaine (premier plan) et la zone d'occupation soviétique (second plan) en 1949.

Après la Seconde Guerre mondiale, l’Allemagne subit l’occupation quadripartite. Les lignes de démarcation entre zones d’occupation suivaient dans la plupart des cas les anciennes frontières de 1937. Le territoire situé sur la rive gauche du Thannbach était en zone américaine, celui de la rive droite, en zone soviétique. Les enfants allaient encore dans la même école et l’auberge était ouverte à tous. Mais la partition de l’Allemagne en mai 1949 plaça la moitié bavaroise de Mödlareuth en Allemagne de l'Ouest (RFA) tandis que la moitié thuringienne se trouva en Allemagne de l'Est (RDA). On ne pouvait plus franchir le ruisseau qu’avec un laissez-passer.
En mai 1952, le conseil des ministres de la RDA adopta un décret portant sur les « mesures concernant la ligne de démarcation entre la RDA et les zones d’occupation occidentales de l’Allemagne ». Il instaurait une « bande de terrain surveillée » (Kontrollstreifen) déboisée et labourée de 10 m de largeur le long de la ligne frontière, une « zone interdite » (Sperrzone) de 500 m de largeur et enfin une « zone de protection » (Schutzzone) de 5 km de profondeur dans laquelle on ne pouvait désormais pénétrer que sur autorisation spéciale. D’autres mesures telles que le couvre-feu nocturne et l’interdiction de rassemblement limitèrent fortement la vie commune aux plans social et culturel. Du côté de la RDA, des milliers d’habitants furent éloignés de la zone frontière, et d’innombrables villages furent rasés. À Mödlareuth, les premiers habitants touchés furent ceux du quartier « Obere Mühle » ("le moulin du haut"), mais la plupart purent fuir in extremis vers la Bavière. La construction d’une palissade de planches d’environ 2 m de haut constitua la première étape de l’isolement total.
Le point d’orgue des « efforts déployés pour protéger les citoyens de la RDA contre l’impérialisme » (expression officielle pour « les empêcher de fuir vers l’Ouest ») est l’érection du célèbre « mur de la honte », qui ne concerna pas que Berlin, mais aussi Mödlareuth. Long d'environ 700 m et haut de 3,30 m, il était constitué de panneaux en béton encastrés les uns dans les autres et fut érigé en quelques semaines en 1966. C'est à dater de ce jour que Mödlareuth fut appelé « le petit Berlin ». Cet édifice perdura 24 ans. Les Américains firent du « Little Berlin » un symbole médiatique de l’Allemagne coupée en deux. L'expérience de la vie à la frontière interallemande a été exposée dans le film Ciel sans étoiles réalisé par Helmut Käutner en 1955.

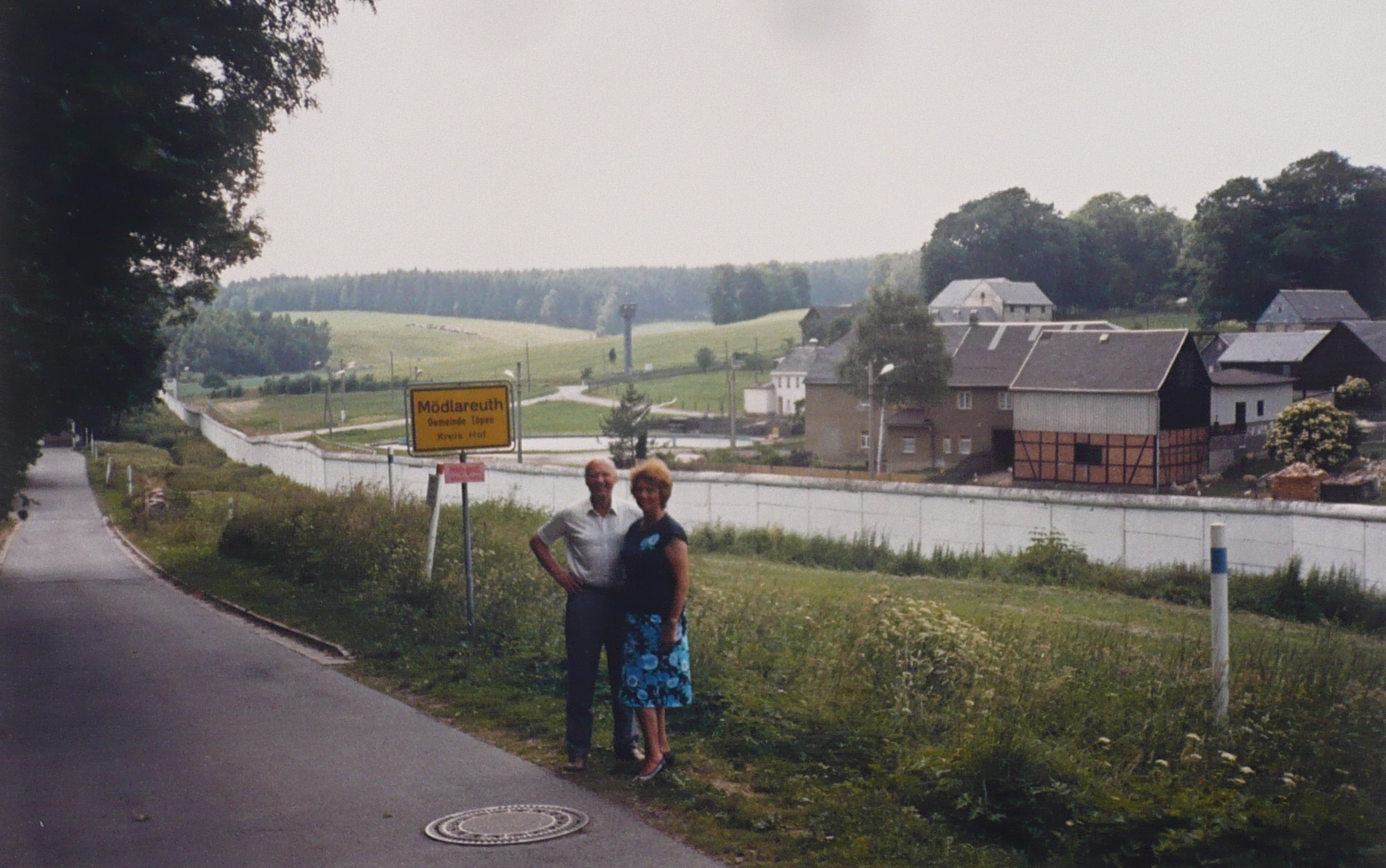
Vue sur Mödlareuth juste avant la chute du mur, juin 1989.

Mais s’il y avait bien là un mur, il n’y avait pas de point de passage. Côté Est, la zone était inhabitée et interdite d’accès, tandis que côté Ouest, les touristes venaient voir de leurs yeux les effets concrets de la « guerre froide », un bout du « rideau de fer » au centre du village, surveillé nuit et jour, et inondé d’une vive lumière la nuit (alors que la pollution lumineuse était généralement bien moindre dans le « bloc de l'Est » qu’à l’Ouest). Finalement, en 1989, la fin du régime du Parti socialiste unifié d'Allemagne (SED) et le passage à la démocratie parlementaire nommé Die Wende (« le Tournant ») a créé les conditions pour la réunification allemande. Un premier passage frontalier a été ouvert le 9 décembre 1989. Le 17 juin 1990, une pelleteuse finit par abattre l’édifice dans l’émotion générale des habitants. Cette deuxième chute du mur donna naissance au « Musée interallemand d’histoire de la partition » (Deutsch-Deutsches Museum für Geschichte der deutschen Teilung) de Mödlareuth.

## Situation politique aujourd'hui
Le village reste un cas rare, toujours divisé entre deux Länder, la partie nord étant située dans le Land de Thuringe et dépendant de la ville de Gefell, la partie sud située dans le Land de Bavière  et dépendant de la ville de Töpen. Divers détails soulignent ce divorce imposé : codes postaux, indicatifs téléphoniques, plaques d’immatriculation différentes... Deux maires gèrent donc les quelque 50 administrés dont l’appartenance se fait sentir dès la salutation : les Thuringiens disent Guten Tag (bonjour) en moyen allemand et sur l’autre rive du Thannbach les Bavarois prononcent leur célèbre Grüss Gott (que Dieu vous salue) en francique oriental.

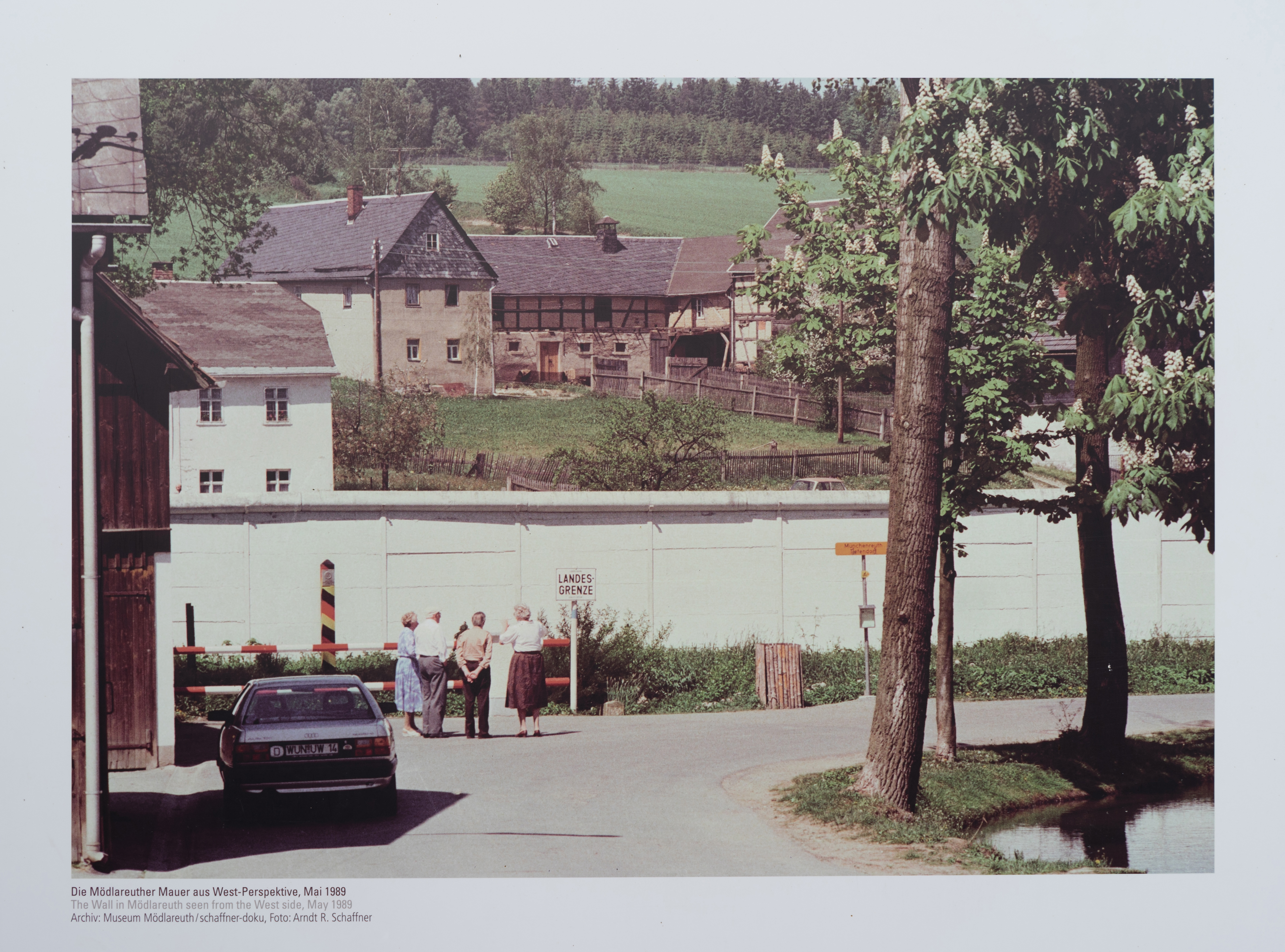
Situation avant 1989 sur un panneau d'information.
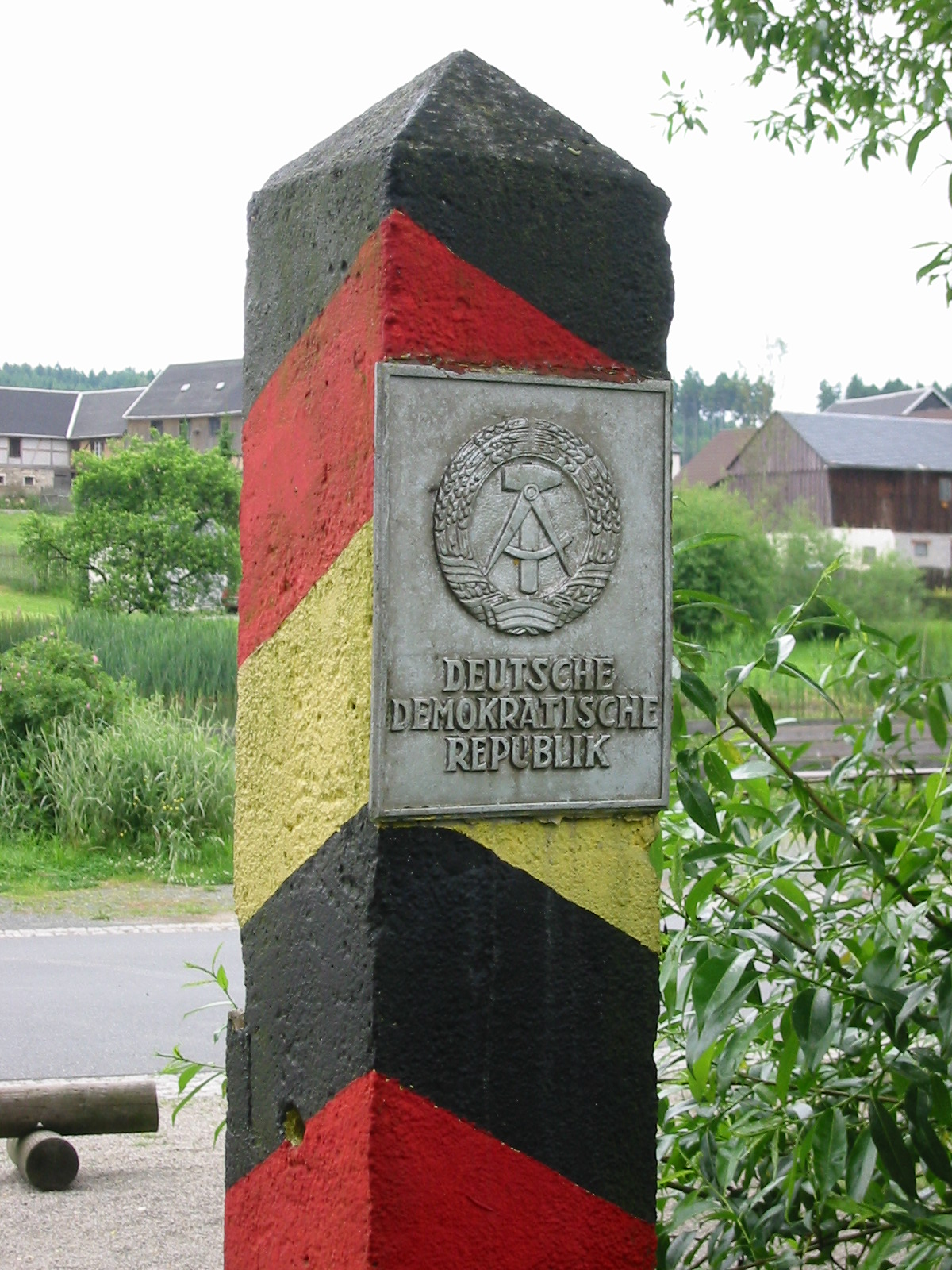
Poteau de démarcation.
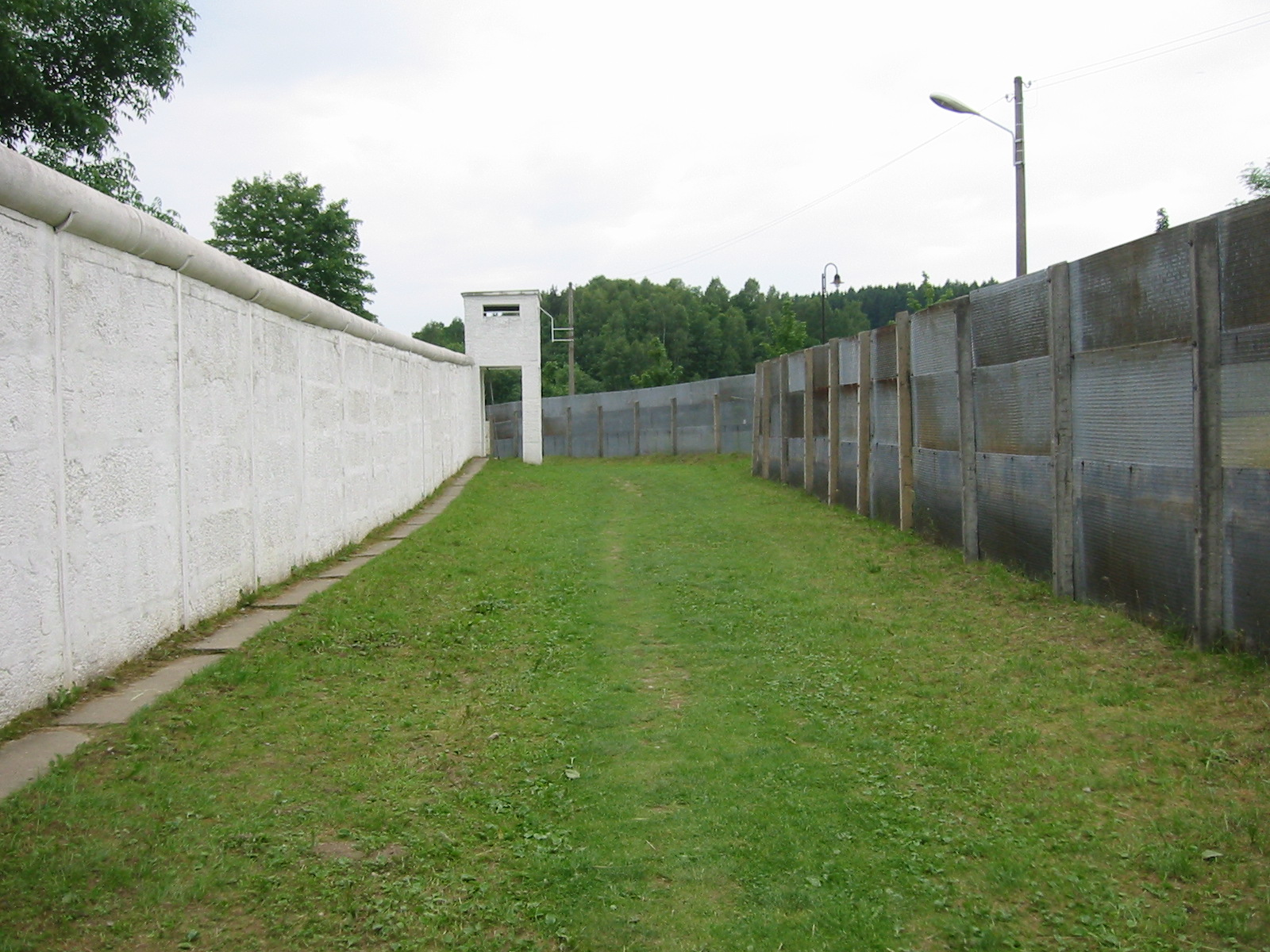
Musée interallemand de Mödlareuth.
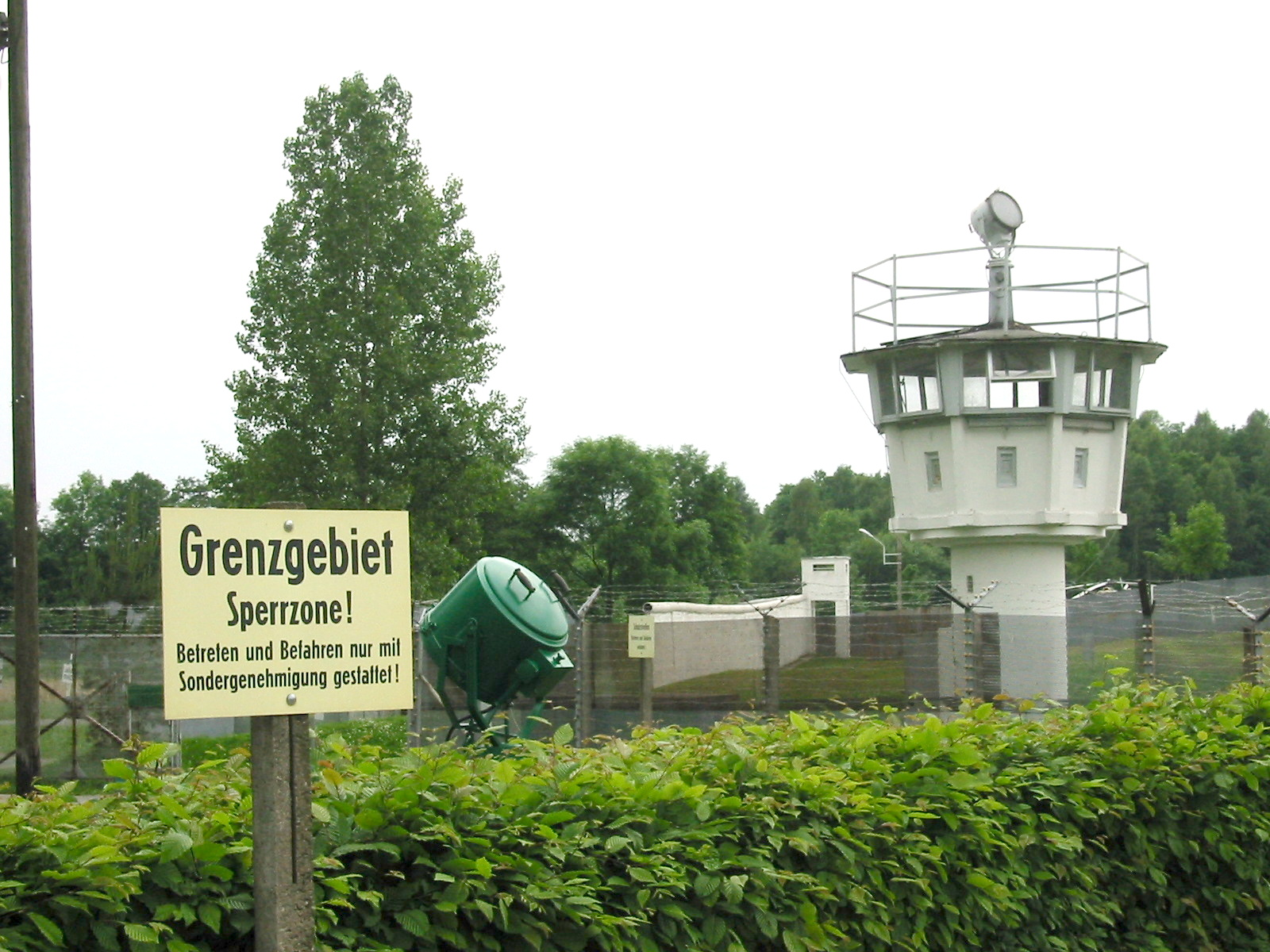
Musée interallemand de Mödlareuth.

## Patrimoine

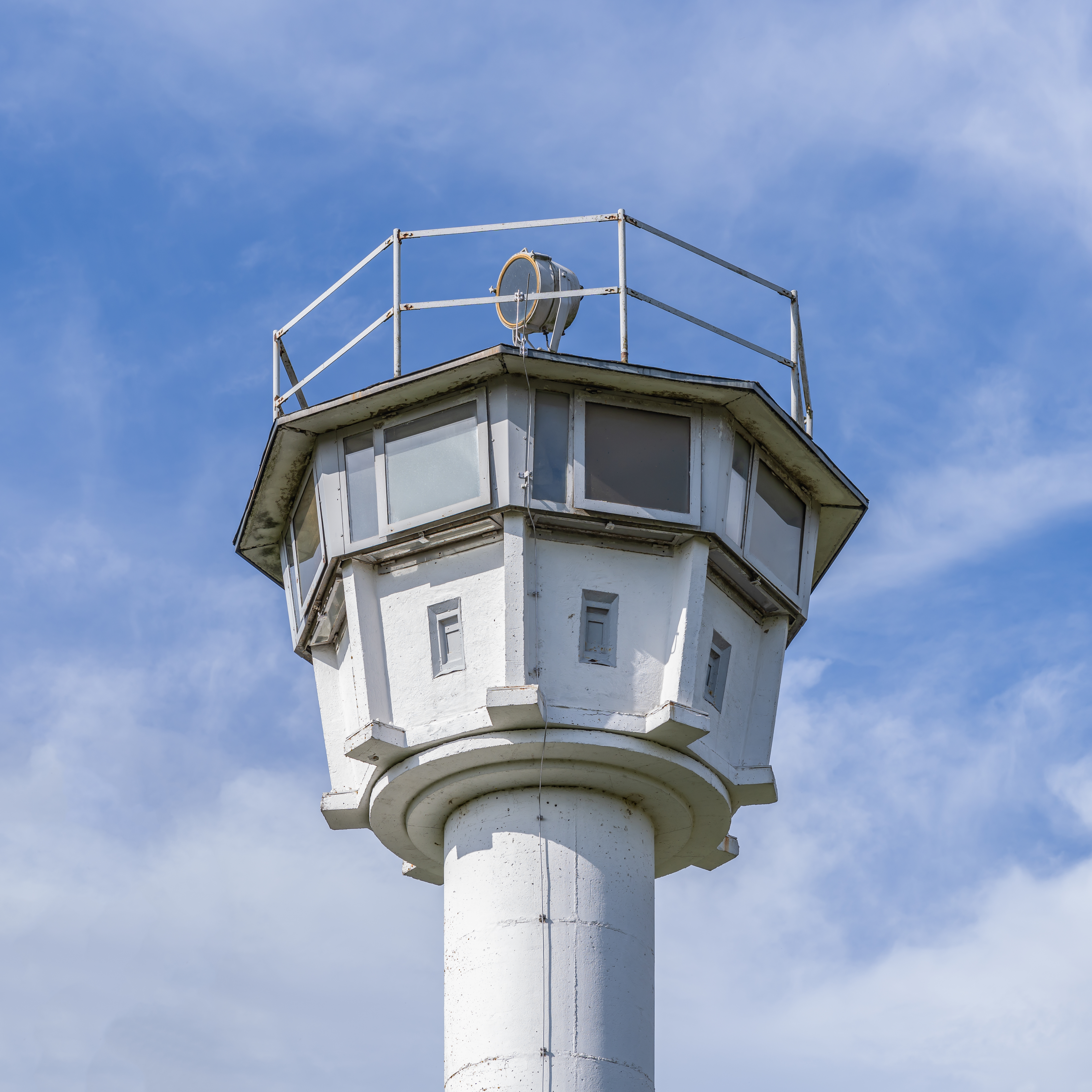
Une tour B, tour d'observation de frontière, constitutive du Deutsch-Deutsches Museum Mödlareuth. Octobre 2023.

Outre le musée interallemand, l’existence durant des décennies d’une zone vidée d’habitants a permis l’installation d’un grand nombre d’espèces animales dont l’observation a donné naissance à un « tourisme vert » local, partie des nombreux circuits dont les touristes allemands sont friands.